# 1725 КрАО
1725 КрАО (1725 CrAO) — астероїд головного поясу, відкритий 20 вересня 1930 року.
Тіссеранів параметр щодо Юпітера — 3,278.